# Christos Tsiolkas
Christos Tsiolkas es un escritor, dramaturgo y guionista australiano. Es conocido en particular por la novela The Slap (2008), que fue bien recibida por la crítica y tuvo gran éxito comercial. Varios de sus libros han sido adaptados al cine y la televisión.

## Biografía
Tsiolkas nació y creció en Melbourne con sus padres, quienes eran inmigrantes griegos, y realizó sus estudios secundarios en Blackburn High School. Posteriormente completó su licenciatura en Artes en la Universidad de Melbourne, en 1987. Editó el periódico estudiantil Farrago en 1987.[cita requerida]
La primera novela de Tsiolkas, Loaded (1995), acerca de un joven gay alienado de Melbourne, fue adaptada en el filme Head On (1998) por la directora Ana Kokkinos y fue protagonizada por el actor Alex Dimitriades.
Su cuarta novela, The Slap, se publicó en 2008 y obtuvo varios galardones, además de ser preseleccionada para el Premio Man Booker y preseleccionada para el Premio Miles Franklin. También tuvo un gran éxito comercial, siendo el cuarto libro más vendido de un autor australiano en 2009.
Tsiolkas es partidario del Richmond Football Club y es abiertamente gay. 

## Obras

### Libros
- Loaded (1995)
- Jump Cuts (con Sasha Soldatow, 1996)
- The Jesus Man (1999)
- The Devil's Playground (2002)
- Dead Europe (2005)
- The Slap (2008)
- Barracuda (2013)
- Merciless Gods (2014)
- Damascus (2019)
- 7 1/2 (2021)
- The In-Between (2023)

### Teatro
- Who's Afraid of the Working Class? (con Andrew Bovell, Melissa Reeves y Patricia Cornelius, 1999)
- Elektra AD (1999)
- Viewing Blue Poles (2000)
- Fever (con Andrew Bovell, Melissa Reeves y Patricia Cornelius, 2002)
- Dead Caucasians (2002)
- Non Parlo di Salo (con Spiro Economopoulos, 2005)
- The Hit (con Netta Yashin, 2006)
- The Audition (con Melissa Reeves, Milad Norouzi, Patricia Cornelius, Sahra Davoudi, Tes Lyssiotis y Wahibe Moussa, 2019)
- Loaded (adaptado del libro del mismo nombre, con Dan Giovannoni, 2023)

### Guiones
- Thug (1998), cortometraje, con Spiro Economopoulos[7][5]
- Saturn's Return (2001), una película para televisión protagonizada por Joel Edgerton y Damian Walshe-Howling[8]
- Little Tornadoes (2021), coescrito con el director Aaron Wilson[9][10]

## Premios
- 1999: Premio AWGIE de escena, por Who's Afraid of the Working Class? (con Andrew Bovell, Patricia Cornelius y Melissa Reeves) [11]
- 2006: Premio al libro de ficción del año (o escritura imaginativa)[11]
- 2009: Premio de Escritores de la Commonwealth, ganador al mejor libro, por The Slap[3]
- 2009: Medalla de Oro ALS, por The Slap[5]
- 2009: Premio Nielsen BookData Booksellers' Choice, por The Slap[4][5]
- 2009: ABIA Libro del Año[5]
- 2009: Premios Literarios del Primer Ministro de Victoria, Premio Vance Palmer de Ficción, por The Slap[12]
- 2020: Premio del Primer Ministro de Victoria de Ficción, por Damascus (2019)[13]
- 2021: Premio Melbourne de Literatura[14]

## Adaptaciones cinematográficas y televisivas
- La obra Who's Afraid of the Working Class? (1999) se convirtió en la película Blessed (2009), dirigida por Ana Kokkinos.[15]
- Loaded se publicó por primera vez en 1995 y se adaptó a la película de 1998 Head On, protagonizada por Alex Dimitriades.
- La novela Dead Europe de 2006 se convirtió en la película Dead Europe (2012), dirigida por Tony Krawitz y protagonizada por Kodi Smit-McPhee.[16]
- The Slap fue adaptada en dos miniseries de televisión, una australiana y otra estadounidense.[5]
- Barracuda fue adaptada a la televisión en 2016.[17]